# Абдулмалек Аль-Хаїбрі
Абдулмалек Аль-Хаїбрі (араб. عبد الملك الخيبري; нар. 13 березня 1992, Ер-Ріяд) — саудівський футболіст, півзахисник клубу «Аль-Гіляль».
Виступав, зокрема, за клуби «Аль-Кадісія» та «Аль-Шабаб», а також національну збірну Саудівської Аравії.

## Клубна кар'єра
Народився 13 березня 1992 року в місті Ер-Ріяд. Вихованець футбольної школи клубу «Аль-Кадісія». Дорослу футбольну кар'єру розпочав 2007 року в основній команді того ж клубу, в якій провів один сезон, взявши участь у 3 матчах чемпіонату.
У середині 2008 року він став гравцем «Аль-Шабаба» з Ер-Ріяда, де провів наступні вісім років. 25 листопада 2011 року Абдулмалек забив свій перший гол в рамках саудівської Про-ліги, відзначившись у домашній грі з «Хаджером». З командою вигравав чемпіонат, Кубок та Суперкубок Саудівської Аравії.
6 червня 2016 року Аль-Хаїбрі перейшов в інший столичний клуб «Аль-Гіляль», з яким в першому ж сезоні виграв «золотий дубль». Станом на 2 червня 2018 року відіграв за саудівську команду 30 матчів в національному чемпіонаті.

## Виступи за збірну
17 листопада 2010 року дебютував у складі збірної Саудівської Аравії у товариській грі проти команди Гани, вийшовши на заміну наприкінці поєдинку. З командою брав участь у Кубку арабських націй 2012 року, Кубку націй Перської затоки 2014 року і чемпіонаті світу 2018 року у Росії.

## Досягнення
- Чемпіон Саудівської Аравії: 2011/12, 2016/17, 2017/18
- Володар Кубка короля Саудівської Аравії: 2008/09, 2013/14, 2016/17
- Володар Суперкубка Саудівської Аравії: 2014, 2018
- Володар Кубка Федерації Саудівської Аравії: 2008/09, 2009/10